# USS Pope (DD-225)
USS Pope byl jeden ze 156 postavených amerických čtyřkomínových torpédoborců třídy Clemson. V době vypuknutí války s Japonskem se Pope pohyboval na Dálném východu a účastnil se neúspěšné obrany Nizozemské východní Indie spojenými silami ABDACOM. Ve dnech 18.-20. února 1942 bojoval v bitvě v Badungském průlivu.
Poté, co Japonské císařské námořnictvo na hlavu porazilo spojence v bitvě v Jávském moři, pokusily se zbylé spojenecké lodě uniknout z oblasti. Pope společně s torpédoborcem HMS Encounter doprovázely poškozený britský těžký křižník HMS Exeter při pokusu proniknout Sundským průlivem do Indického oceánu.
Dne 1. března 1942 je dostihl japonský svaz složený z těžkých křižníků Nači, Haguro, Mjókó, Ašigara a několika torpédoborců. Ve střetnutí, které je obvykle nazýváno bitva u Baweanu, byl potopen Exeter a Encounter. Torpédoborci Pope se dařilo ještě nějakou dobu unikat, ale nakonec byl nalezen letadly z lehké letadlové lodi Rjúdžó a po několika vlnách náletů byl potopen.